# 神野恵子
神野 恵子（じんの　けいこ）は、日本の女性ナレーター、舞台女優。兵庫県神戸市出身。兵庫県立宝塚北高等学校・演劇科卒業。所属：フリー。

## 来歴
1998年12月に劇団「座・キューピーマジック」に客演、翌公演から劇団員となる。舞台を観た大沢事務所のマネージャーからスカウトされナレーターとなるが、事務所には所属をせずフリーのナレーターを貫いている。同劇団では出演のみならず、作・演出も担当。2008年12月同劇団を退団。

## 出演

### ナレーション

#### 番組
- 『テレメンタリー２０１９「I link･･･　～あいりんに取り残された労働者達～」』（朝日放送テレビ）
- 『奇跡体験!アンビリバボー』（フジテレビ系列）

#### ラジオ
- アジエンス エナジーブックス（ナビゲーター）

#### TV-CM
- サントリー プレミアムモルツ「父の日」
- 花王 アタックプレミアムギフト「幸せな写真」
- シオノギ製薬「がんの痛み」
- JR西日本「やっぱり！新幹線！」シリーズ
- ダスキン「メリーメイドのお仕事」
- 任天堂DS「ディズニー・アート・アカデミー」「とんがりボウシと魔法の店」
- 不二家 ホームパイ「みんなの笑顔」
- キリンビバレッジ 小岩井純水果汁「ぼくらじゅんすい」
- IKEA 「ベッドを変えよう。」
- HONDA「HONDAの仲間たち」
- パンパース「言葉の練習」
- 花王 アジエンス「自分をみつめる」
- ジョンソン・エンド・ジョンソン　ニュートロジーナ「ノルディック・ベリー」
- ホットペッパー ビューティー「恋する女子」「戦う女子」
- PILOT グラファイト「いろんなグラファイト」
- 眼鏡市場「フリーフィット」
- ナムコ「塊魂」

#### RADIO-CM
- 東京ガス「食と炎・炊き込みご飯」（第37回フジサンケイグループ広告大賞メディアラジオ優秀賞）
- Panasonic ナイトスチーマー「寝てもさめても」（49thACC CM FESTIVALラジオ部門グランプリ/総務大臣賞）
- 味の素「ことばの成長」（日本民間放送連盟賞第2種最優秀賞）
- JR東日本 お正月は列車でふるさとへ。「ちいさな布団」（第39回フジサンケイグループ広告大賞メディア部門ラジオ最優秀賞）
- NTTdocomo キッズケータイ「我が子のお願い」（第41回フジサンケイグループ広告大賞メディア部門ラジオ最優秀賞）
- サントリー なっちゃん「10歳男子」（55thACC CM FESTIVALラジオCMゴールド）
- ワコール「ママと子にインタビュー」（56thACC CM FESTIVALラジオCMブロンズ）

- 第一三共ヘルスケア カロヤンプログレ「季節を愛でる人（春夏秋冬）」（57thACC CM FESTIVALラジオCMブロンズ）

#### 映画CM
- 『山桜』
- 『神様のカルテ』

### 舞台

#### 作・演出
- 『シオン』
- 『プリズマティック・オーシャン』

#### 出演
- 『黒いスーツのサンタクロース』
- 『ハムレットのための特別席』
- 『ムーンライト・セレナーデ』
- 『最後のブラッディー・マリー』
- 『僕と真夜中の僕』
- 『道化師の森』
- 『ルームメイト』
- 『大きな銀杏の樹の下の小さな泉』
- 『四人姉妹』
- 『シオン』
- 『想い出のテラス』
- 『プリズマティック・オーシャン』
- 『ライフ』